# کریستا آلن
کریستا آلن (به انگلیسی: Krista Allen) (زاده ۵ آوریل ۱۹۷۱) بازیگر و مدل آمریکایی است. می‌توان گفت دلیل شهرت او بازی در مجموعه‌های تلویزیونی روزهایی از زندگی ما، بی‌واچ و درباره براین چی و همچنین در فیلم‌های هالیوودی دروغگو دروغگو، اعترافات یک ذهن خطرناک، مدیریت خشم و مقصدنهایی است.

## اوایل زندگی
آلن زاده ونتورا، کالیفرنیا است. آلن یک برادر بزرگتر به نام دالتو آرل آلن دارد. او در هیستون بزرگ شده‌است و بعدها در آستین، تگزاس زندگی می‌کرد. او در دانشگاه تگزاس در آستین تحصیل کرده‌است.

## زندگی خصوصی
آلن یک وگنیسم است. او سازنده یک وبگاه با همکاری کاترینا مک کافری به نام بوم بوم گیاهی است. او در ۱۴ سپتامبر ۱۹۹۶ با جاستین موریت ازدواج کرد و در سال ۱۹۹۹ از او طلاق گرفت؛ و در ۱۰ اکتبر ۲۰۱۰ با مامز تیلور (نوازنده بریتانیایی) ازدواج کرد. آن‌ها در اوت ۲۰۱۱ از هم جدا شدند و آلن در ۱۲ فوریه ۲۰۱۲ برای طلاق در دادگاه عالی لس آنجلس اقدام کرد.

## فیلم‌شناسی
- ۱۹۹۴-امانوئل، ملکه کهکشان در نقش امانوئل
- ۱۹۹۶-راون در نقش کالی گودوین
- ۱۹۹۷-کذاب کذاب در نقش زن خوش پستان در آسانسور
- ۱۹۹۷-دریای جن زده در نقش مت جانسون دوم
- ۲۰۰۰-نوار غروب آفتاب در نقش جنیفر
- ۲۰۰۱-کاملاً بلوند در نقش مِگ پیترز
- ۲۰۰۲-فایده صورت در نقش سید دِشایِ
- ۲۰۰۲-اعترافات یک ذهن خطرناک در نقش زن خوشتیپ
- ۲۰۰۳-مدیریت خشم در نقش استیسی
- ۲۰۰۳-چک در نقش زن نویسنده
- ۲۰۰۴-خفه شو و مرا ببوس در نقش تیارا بِندِت
- ۲۰۰۴-عروسی تونی با تینا در نقش مَدی
- ۲۰۰۵-جشن در نقش تافی
- ۲۰۰۷-لئو (فیلم کوتاه) در نقش کریستا
- ۲۰۰۷-در تمام طول در نقش دکتر سارا
- ۲۰۰۸-آشنایی با بازار در نقش لوسیندا
- ۲۰۰۸-ناخن سوم در نقش حنان
- ۲۰۰۹-حضور بیگانه در نقش وِی مار
- ۲۰۰۹-قفسه ۱۳ (فیلم کوتاه) در نقش پاتریکا
- ۲۰۰۹-رنگین کمان شانون در نقش جسیکا
- ۲۰۰۹-زهر خاموش در نقش دکتر اَندره
- ۲۰۰۹-مقصد نهایی ۴ در نقش سامانتا لِین
- ۲۰۱۰-عنکبوت سیاه در نقش جنیفر
- ۲۰۱۲-مسابقه شگفت‌انگیز در نقش جسیکا
- ۲۰۱۲-زنان کوچک، ماشین‌های بزرگ در نقش دُرُ
- ۲۰۱۵-مادر قابل توجه در نقش لیدیا مارلو